# Cordylomera schonherrii
Cordylomera schonherrii är en skalbaggsart som beskrevs av Olof Immanuel von Fåhraeus 1872. Cordylomera schonherrii ingår i släktet Cordylomera och familjen långhorningar.
Artens utbredningsområde är:
- Moçambique.
- Zimbabwe.

Inga underarter finns listade i Catalogue of Life.